# Jativa castanealis
Jativa castanealis är en fjärilsart som beskrevs av George Duryea Hulst. Jativa castanealis ingår i släktet Jativa och familjen Crambidae. Inga underarter finns listade i Catalogue of Life.